# Georg Friedrich II. (Brandenburg-Ansbach)

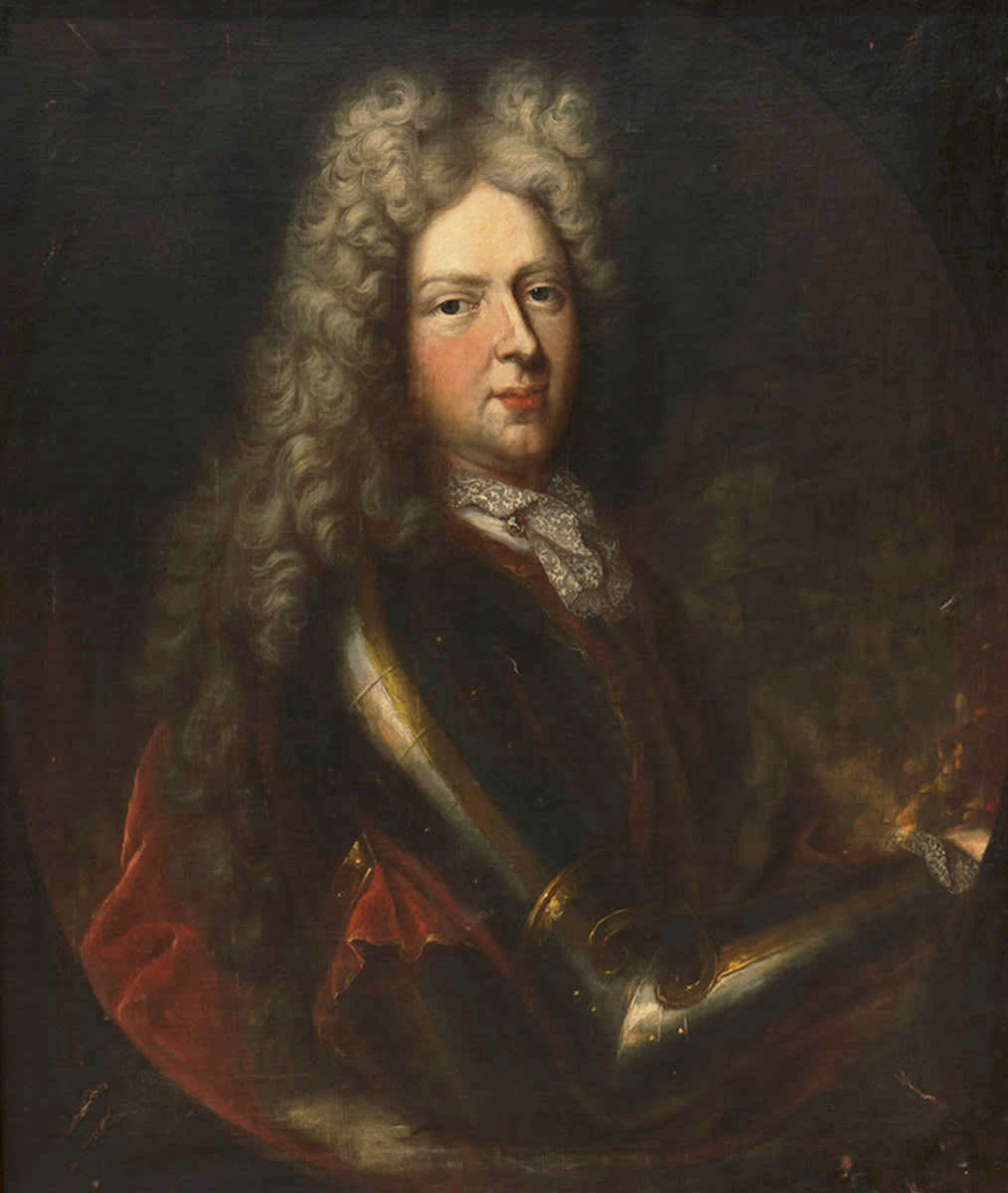
Markgraf Georg Friedrich von Brandenburg-Ansbach

Georg Friedrich von Brandenburg-Ansbach (* 3. Mai 1678 in Ansbach; † 29. März 1703 bei Schmidmühlen gefallen) genannt der Jüngere, war Markgraf des fränkischen Fürstentums Ansbach von 1692 bis 1703.

## Leben
Georg Friedrich war der dritte Sohn des Markgrafen Johann Friedrich von Brandenburg-Ansbach (1654–1686) aus dessen erster Ehe mit Johanna Elisabeth (1651–1680), Tochter des Markgrafen Friedrich VI. von Baden.
Nachdem sein Bruder Christian Albrecht von Brandenburg-Ansbach 1692 verstorben war, trat er dessen Erbe als Markgraf an. Zu diesem Zeitpunkt war Georg Friedrich noch minderjährig, so dass zunächst eine Vormundschaftsregierung die Regentschaft im Fürstentum Ansbach übernahm.
Im Pfälzischen Erbfolgekrieg kämpfte er von 1695 bis 1697 als Freiwilliger in der Reichsarmee. Während des Spanischen Erbfolgekrieges gelang ihm 1702 die Einnahme der modenesischen Festung Bersello. Er fiel als General der kaiserlichen Reichsarmee, als er 1703 in der Schlacht bei Schmidmühlen beim Übergang über die Vils tödliche Verwundungen erlitt. Da er selbst keine Nachkommen hatte, fiel sein Erbe an seinen Halbbruder Wilhelm Friedrich von Brandenburg-Ansbach.